# Herron C. Pearson
Herron Carney Pearson (* 31. Juli 1890 in Taylor, Williamson County, Texas; † 24. April 1953 in Jackson, Tennessee) war ein US-amerikanischer Politiker. Zwischen 1935 und 1943 vertrat er den Bundesstaat Tennessee im US-Repräsentantenhaus.

## Werdegang
Noch als Kleinkind kam Herron Pearson nach Jackson in Tennessee, wo er später die öffentlichen Schulen besuchte. Im Jahr 1910 absolvierte er die dortige Union University. Nach einem anschließenden Jurastudium an der Cumberland University in Lebanon und seiner im Jahr 1912 erfolgten Zulassung als Rechtsanwalt begann er in Jackson in seinem neuen Beruf zu arbeiten; dort war er im Jahr 1915 auch als Richter tätig. Von 1920 bis 1923 war Pearson juristischer Vertreter dieser Stadt.
Politisch war er Mitglied der Demokratischen Partei. Bei den Kongresswahlen des Jahres 1934 wurde er im siebten Wahlbezirk von Tennessee in das US-Repräsentantenhaus in Washington, D.C. gewählt, wo er am 3. Januar 1935 die Nachfolge von Gordon Browning antrat. Nach drei Wiederwahlen konnte Pearson bis zum 3. Januar 1943 vier Legislaturperioden im Kongress absolvieren. Dort wurden bis 1941 viele New-Deal-Gesetze der Bundesregierung unter Präsident Franklin D. Roosevelt verabschiedet. Seit Dezember 1941 wurde auch die Arbeit des Kongresses von den Ereignissen des Zweiten Weltkrieges bestimmt.
Im Jahr 1942 verzichtete Herron Pearson auf eine weitere Kongresskandidatur. Nach seinem Ausscheiden aus dem US-Repräsentantenhaus zog er sich aus der Politik zurück und praktizierte wieder als Anwalt. Er starb am 24. April 1953 in Jackson.